# Nicolas Kintz
Hugo Viart (Épinal, Francia, 1 de septiembre de 1977) es un nadador retirado especializado en pruebas de estilo libre. Fue medalla de bronce en la prueba de 4x100 metros libres en el Campeonato Europeo de Natación de 2000 y en 4x200 metros libres durante el Campeonato Europeo de Natación de 2004.
Representó a Francia en los Juegos Olímpicos de Sídney 2000 y Atenas 2004.

## Palmarés internacional
| Campeonato Europeo de Natación | Campeonato Europeo de Natación | Campeonato Europeo de Natación | Campeonato Europeo de Natación |
| Año                            | Lugar                          | Medalla                        | Prueba                         |
| ------------------------------ | ------------------------------ | ------------------------------ | ------------------------------ |
| 2000                           | Helsinki (Finlandia)           | Medalla de bronce              | 4 × 100 m libre                |
| 2004                           | Madrid (España)                | Medalla de bronce              | 4 × 200 m libres               |